# Barthélemy Hanrion
Barthélemy-Pierre-Joseph-Marie-Henri Hanrion OFM (* 10. Januar 1914 in Grenay, Département Pas-de-Calais; † 26. April 2000 in Orsay) war ein französischer römisch-katholischer Ordensgeistlicher und Bischof von Dapango.

## Leben
Barthélemy Hanrion trat der Ordensgemeinschaft der Franziskaner bei. Er wurde am 19. Dezember 1942 in der Kapelle der Pariser Mission in Paris durch den Bischof von Troyes, Joseph-Charles Lefèbvre, zum Diakon geweiht und empfing am 29. Juni 1943 das Sakrament der Priesterweihe. Papst Johannes XXIII. bestellte ihn am 29. März 1960 zum ersten Apostolischen Präfekten von Dapango.
Am 6. Juli 1965 wurde Barthélemy Hanrion infolge der Erhebung der Apostolischen Präfektur Dapango zum Bistum erster Bischof von Dapango. Der Erzbischof von Ouagadougou, Paul Kardinal Zoungrana MAfr, spendete ihm am 9. Januar 1966 in Dapaong die Bischofsweihe; Mitkonsekratoren waren der Erzbischof von Lomé, Robert-Casimir Dosseh-Anyron, und der Bischof von Atakpamé, Bernard Oguki-Atakpah.
Hanrion nahm an der zweiten, dritten und vierten Sitzungsperiode des Zweiten Vatikanischen Konzils teil. Am 18. September 1984 nahm Papst Johannes Paul II. das von Barthélemy Hanrion vorgebrachte Rücktrittsgesuch an.